# Bistum Brentwood
Das Bistum Brentwood (lat.: Dioecesis Brentvoodensis) ist eine im Vereinigten Königreich gelegene römisch-katholische Diözese mit Sitz in Brentwood. 

## Geschichte
Papst Benedikt XV. gründete das Bistum am 20. Juli 1917 mit der Apostolischen Konstitution Universalis Ecclesiae aus Gebietsabtretungen des Erzbistums Westminster, dem es auch als Suffraganbistum unterstellt wurde.

## Territorium
Das Bistum Brentwood umfasst die Grafschaft Essex, die Unitary Authorities Southend-on-Sea und Thurrock und die London Boroughs Barking and Dagenham, Havering, Newham, Redbridge und Waltham Forest.

## Bischöfe von Brentwood
- Bernard Nicholas Ward (20. Juli 1917–21. Januar 1920)
- Arthur Doubleday (7. Mai 1920–23. Januar 1951)
- George Andrew Beck AA (23. Januar 1951–28. November 1955, dann Bischof von Salford)
- Bernard Patrick Wall (30. November 1955–14. April 1969)
- Patrick Joseph Casey (2. Dezember 1969–12. Dezember 1979)
- Thomas McMahon (16. Juni 1980–14. April 2014)
- Alan Williams SM (seit 14. April 2014)

## Statistik
| Jahr | Bevölkerung | Bevölkerung | Bevölkerung | Priester   | Priester           | Priester         | Priester               | Ständige Diakone | Ordensleute | Ordensleute | Pfarreien |
| Jahr | Katholiken  | Einwohner   | %           | Gesamtzahl | Diözesan- priester | Ordens- priester | Katholiken je Priester | Ständige Diakone | männlich    | weiblich    | Pfarreien |
| ---- | ----------- | ----------- | ----------- | ---------- | ------------------ | ---------------- | ---------------------- | ---------------- | ----------- | ----------- | --------- |
| 1950 | 82.260      | 1.759.210   | 4,7         | 154        | 94                 | 60               | 534                    |                  | 80          | 642         | 57        |
| 1959 | 125.259     | 2.170.000   | 5,8         | 166        | 104                | 62               | 754                    |                  | 78          | 674         | 77        |
| 1969 | 173.875     | 2.800.000   | 6,2         | 207        | 143                | 64               | 839                    |                  | 88          | 700         | 89        |
| 1980 | 187.075     | 3.250.000   | 5,8         | 194        | 137                | 57               | 964                    | 3                | 73          | 570         | 93        |
| 1990 | 200.500     | 2.500.000   | 8,0         | 170        | 115                | 55               | 1.179                  | 7                | 66          | 430         | 97        |
| 1999 | 202.874     | 2.659.000   | 7,6         | 153        | 110                | 43               | 1.325                  | 8                | 48          | 371         | 95        |
| 2000 | 202.870     | 2.659.000   | 7,6         | 156        | 114                | 42               | 1.300                  | 8                | 45          | 371         | 95        |
| 2002 | 132.611     | 2.659.000   | 5,0         | 153        | 113                | 40               | 866                    | 8                | 44          | 373         | 94        |
| 2004 | 222.719     | 2.710.000   | 8,2         | 150        | 110                | 40               | 1.484                  | 8                | 47          | 365         | 89        |
| 2006 | 230.700     | 2.758.000   | 8,4         | 153        | 115                | 38               | 1.507                  | 10               | 45          | 360         | 82        |
| 2012 | 225.700     | 2.789.000   | 8,1         | 154        | 106                | 48               | 1.465                  | 11               | 60          | 233         | 91        |
| 2015 | 248.635     | 2.850.000   | 8,7         | 148        | 100                | 48               | 1.679                  | 14               | 59          | 225         | 90        |
| 2018 | 236.929     | 2.852.200   | 8,3         | 165        | 107                | 58               | 1.435                  | 14               | 67          | 200         | 87        |
| 2020 | 238.530     | 2.871.475   | 8,3         | 155        | 105                | 50               | 1.538                  | 14               | 56          | 186         | 87        |